# Flughafen Kapstadt

i7
i11
i13
Der Cape Town International Airport (kurz CTIA. IATA-Code: CPT, ICAO-Code: FACT) ist ein internationaler Flughafen in Kapstadt, Südafrika. Er ist der zweitgrößte Flughafen Südafrikas und befindet sich 22 Kilometer östlich von Kapstadts Zentrum. Er dient als Drehkreuz für South African Airways und ist das touristische Tor zu Südafrika.

## Geschichte
Der Flughafen wurde im Oktober 1954 als DF Malan Airport eröffnet, benannt nach dem früheren südafrikanischen Premierminister Daniel François Malan. Im Jahr 1997 wurde im Rahmen eines längerfristigen Entwicklungsprogramms mit dem Bau eines neuen, internationalen Terminals begonnen. 2001 eröffnete die neue Ankunftshalle und 2003 wurde dann auch der Abflugbereich fertiggestellt.
Im Zuge der Fußballweltmeisterschaften 2010 wurde der Flughafen um ein weiteres Terminal, Parkhäuser und eine An- und Abfahrtsbrücke in Hochbahnausführung erweitert. Im Jahr 2012 wurden circa 8,4 Millionen Passagiere abgefertigt. Im Jahr 2016 hatte der Flughafen ein Fluggastaufkommen von mehr als 10 Millionen Passagieren.
Im Rahmen des bis 2017 laufenden Entwicklungsprogramms sollten zwei Satellitenterminals erbaut werden, die Kapazität sollte hierdurch auf 15 Millionen Passagiere pro Jahr gesteigert werden. Dazu sollte die Start- und Landebahn leicht nach Osten verschoben neu gebaut werden. Die gegenwärtig kaum genutzte und die Hauptbahn kreuzende Start- und Landebahn 16/34 (1701 Meter lang) sollte danach aufgegeben werden. Dies sollte gegenwärtige Flugrestriktionen vermeiden und Platz für Terminal und Vorflächen schaffen. Durch die Covid-Pandemie wurde der Ausbau auf unbestimmte Zeit verschoben.

## Terminals

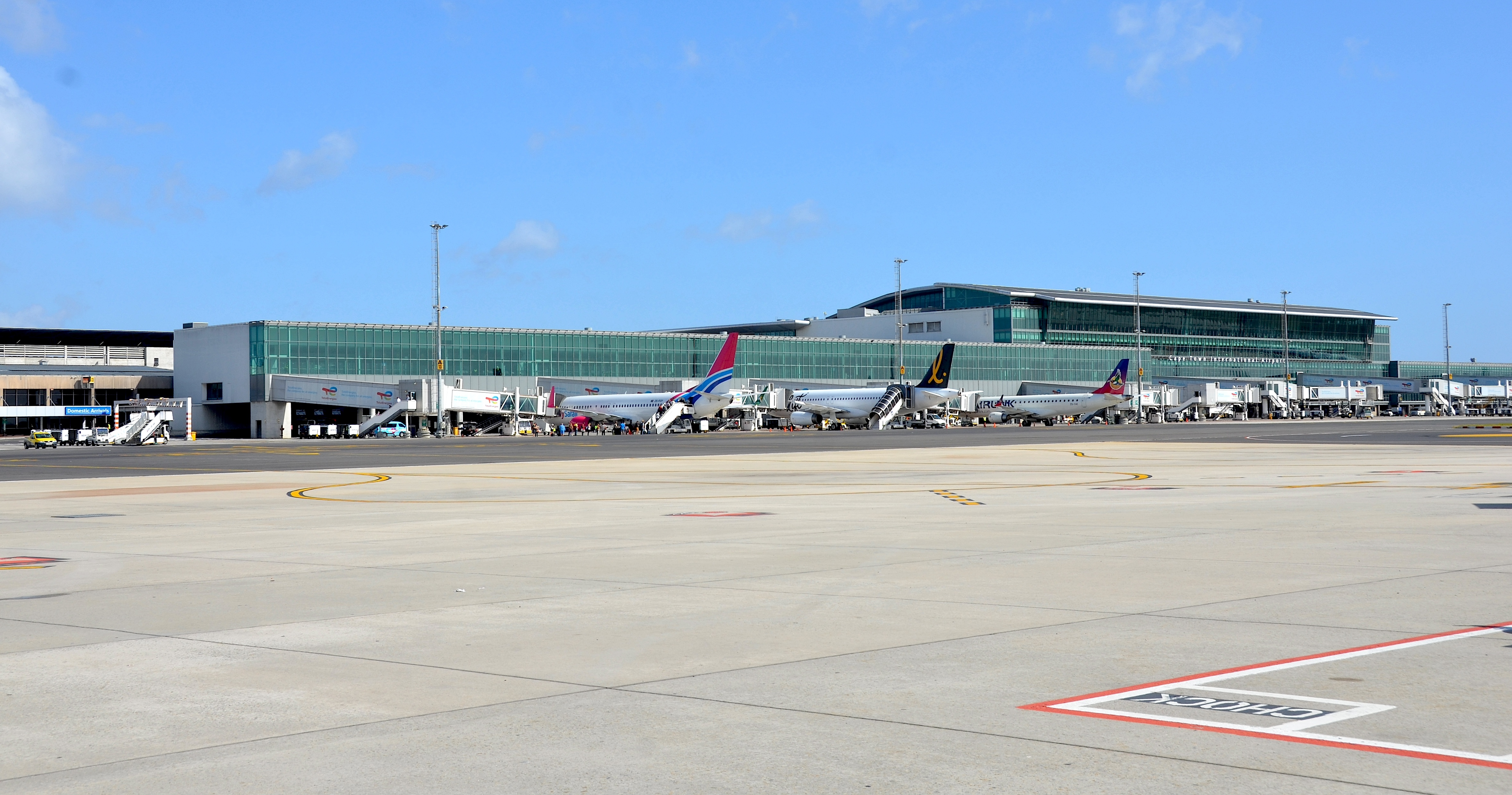
Terminals vom Vorfeld gesehen

CTIA verfügt über fünf Abfertigungshallen:
- Internationale Ankünfte
- Internationale Abflüge
- Nationale Ankünfte
- Nationale Abflüge von South African Airways
- Nationale Abflüge anderer Fluggesellschaften

## Fluggesellschaften und Ziele
Im Jahr 2024 hatten 25 Fluggesellschaften Kapstadt International im Flugplan. Aus dem deutschsprachigen Raum fliegt Lufthansa Kapstadt ab München sowie auch ab Frankfurt nonstop an.
British Airways verbindet mit London–Heathrow,
Air France fliegt saisonal von Paris–Charles de Gaulle.

## Betreiber
CTIA wird von der Airports Company South Africa (ACSA) betrieben, die auch andere große Flughäfen des Landes betreiben. Zuvor wurden alle Flughäfen durch das Ministerium Department of Transport betrieben, das heute noch Hauptaktionär ist.

## Verkehrszahlen
| Jahr    | Fluggastaufkommen | Flugbewegungen |
| ------- | ----------------- | -------------- |
| 2021/22 | 5.700.811         | 67.696         |
| 2020/21 | 2.386.121         | 38.918         |
| 2019/20 | 10.688.798        | 90.179         |
| 2018/19 | 10.823.737        | 98.666         |
| 2017/18 | 10.752.246        | 103.001        |
| 2016/17 | 10.211.390        | 99.337         |
| 2015/16 | 9.659.589         | 100.221        |
| 2014/15 | 8.755.872         | 91.146         |
| 2013/14 | 8.392.989         | 88.573         |
| 2012/13 | 8.434.799         | 89.073         |

1. ↑  Die Verkehrszahlen gelten für die Geschäftsjahre, diese enden jeweils am 31. März.